# La flor del mal (pel·lícula de 2002)

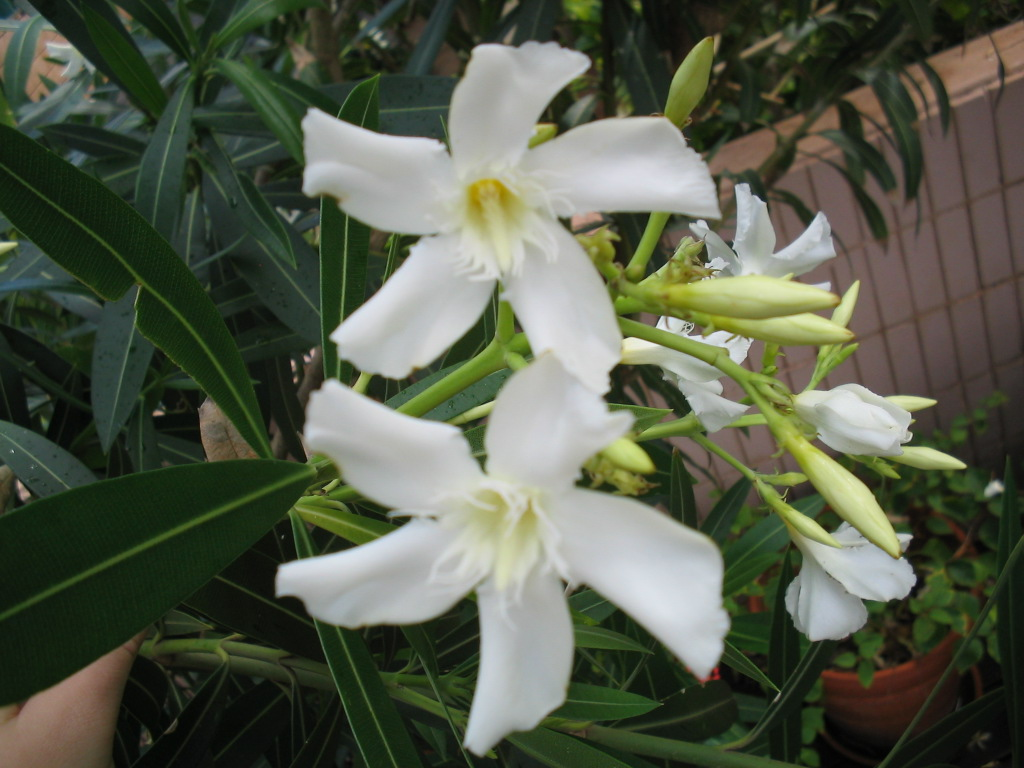
Baladre, flor que dona nom al llibre i la pel·lícula en la seva versió original "White Oleander".

La flor del mal (títol original: White Oleander) és una pel·lícula estatunidenca dirigida l'any 2002 per Peter Kosminsky. És l'adaptació d'una novel·la de Janet Fitch. El lema del film és: « Where does a mother end and a daughter begin ? » que es va traduir per « On acaba una mare i on comença una filla ? ». Ha estat doblada al català

## Argument
Amb quinze anys, Astrid, després de la detenció de la seva mare, Ingrid, que ha matat el seu company, passa de llar en llar. A una d'elles, després d'una relació amb el pare de la casa, la dona d'aquest dispara Astrid... Un temps més tard, Astrid fuig d'una pensió per a joves amb un noi...

## Repartiment
- Alison Lohman: Astrid Magnussen
- Michelle Pfeiffer: Ingrid Magnussen
- Cole Hauser: Ray
- Robin Wright Penn: Starr
- Renée Zellweger: Clara Richards
- Billy Connolly: Barry Kolker
- Marc Donato: Davey Thomas
- Patrick Fugit: Paul Trout
- Noah Wyle: Mark Richards
- Taryn Manning: Niki
- Allison Munn: Hannah
- Samantha Shelton: Yvonne

## Crítica
- "Encara que està molt lluny de ser una obra rodona, lliura un relat filmat de manera solvent en el qual s'accentua una reflexió melodramàtica sobre la naturalesa del mal i les relacions maternofilials."[3]